# Chamaesium mallaeanum
Chamaesium mallaeanum är en flockblommig växtart som beskrevs av Farille och S.B.Malla. Chamaesium mallaeanum ingår i släktet Chamaesium och familjen flockblommiga växter. Inga underarter finns listade i Catalogue of Life.